# Finanzplatz Frankfurt am Main

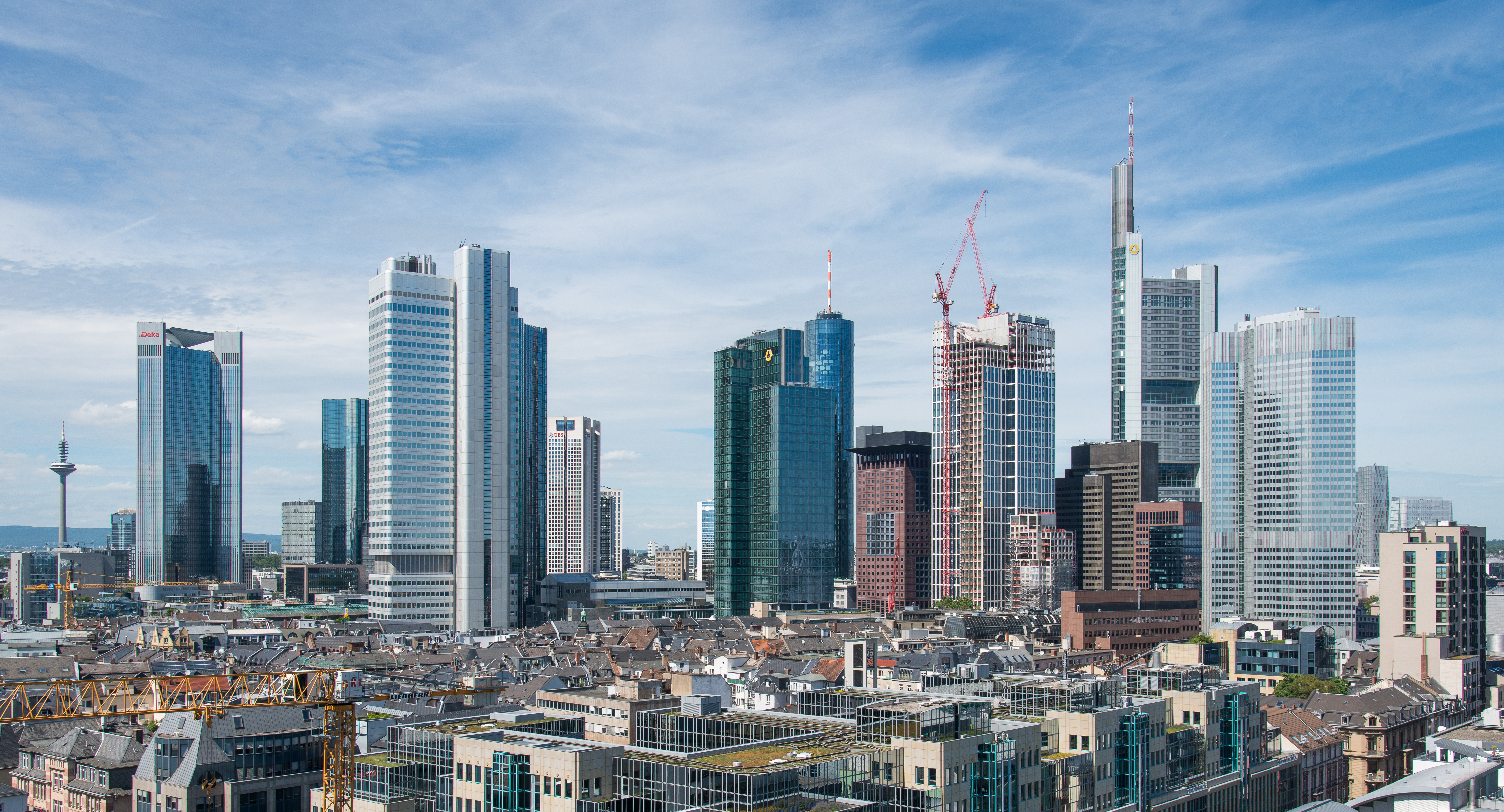
Frankfurter Bankenviertel

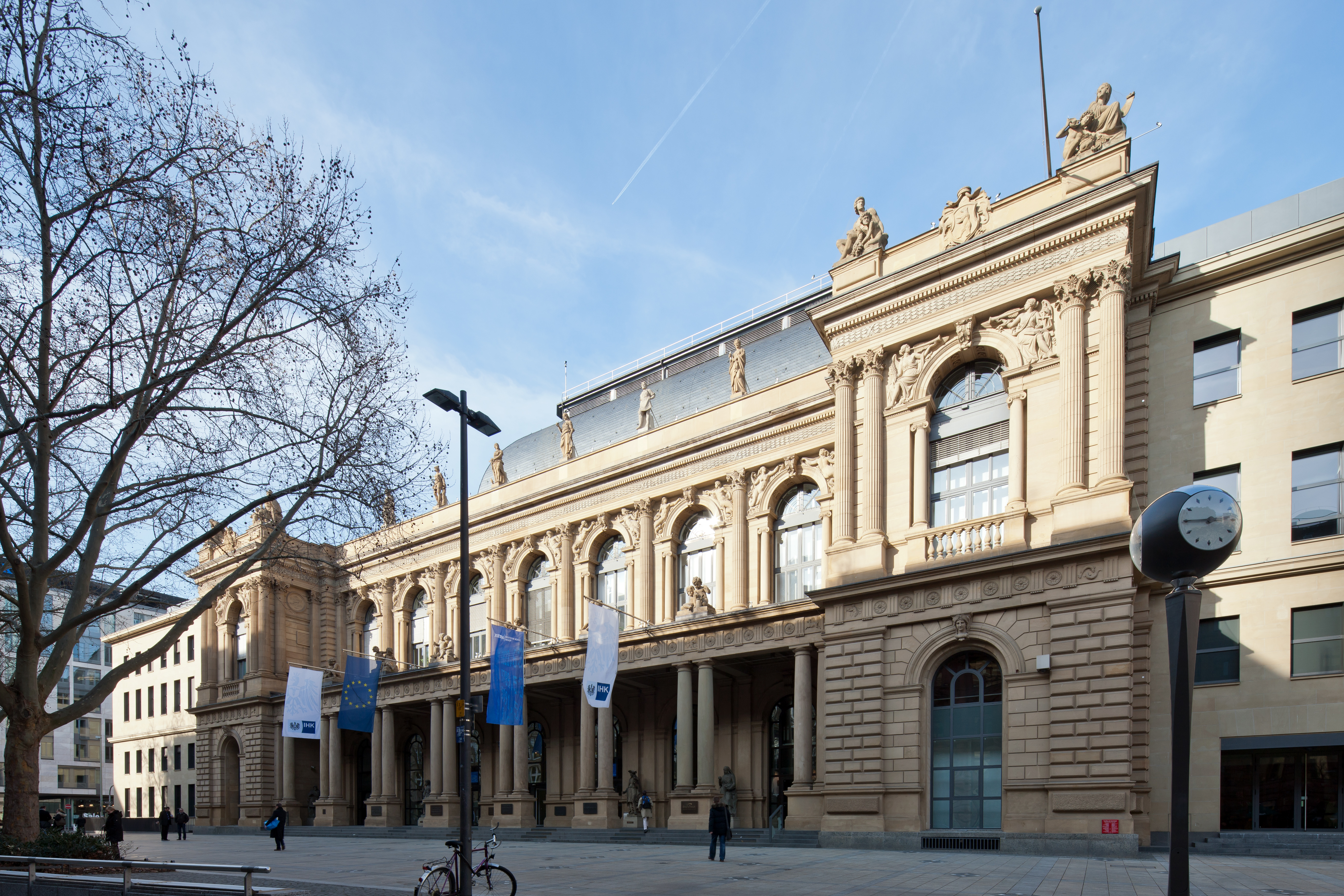
Frankfurter Wertpapierbörse

Der Finanzplatz Frankfurt am Main hat sich durch seine hohe Konzentration von Unternehmen der Finanzbranche als der führende Finanzplatz in Deutschland etabliert und gilt als einer der wichtigsten internationalen Finanzzentren weltweit sowie je nach Metrik als zweitwichtigster Finanzplatz in Europa hinter London. Die herausragende Stellung von Frankfurt am Main ist vor allem durch den starken Bankensektor, den Sitz der zwei größten europäischen Zentralbanken, die mit Abstand größte deutsche Wertpapierbörse, die internationale Ausrichtung der Stadt sowie als Standort europäischer Aufsichtsbehörden geprägt. 75 624 Menschen waren 2017 bei Frankfurter Finanz- und Versicherungsdienstleistern beschäftigt.

## Entwicklung des Finanzplatzes

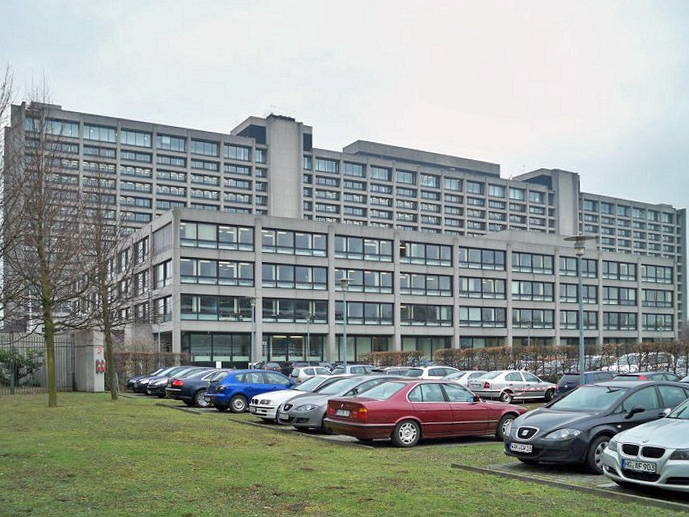
Deutsche Bundesbank, Zentrale der Deutschen Bundesbank.

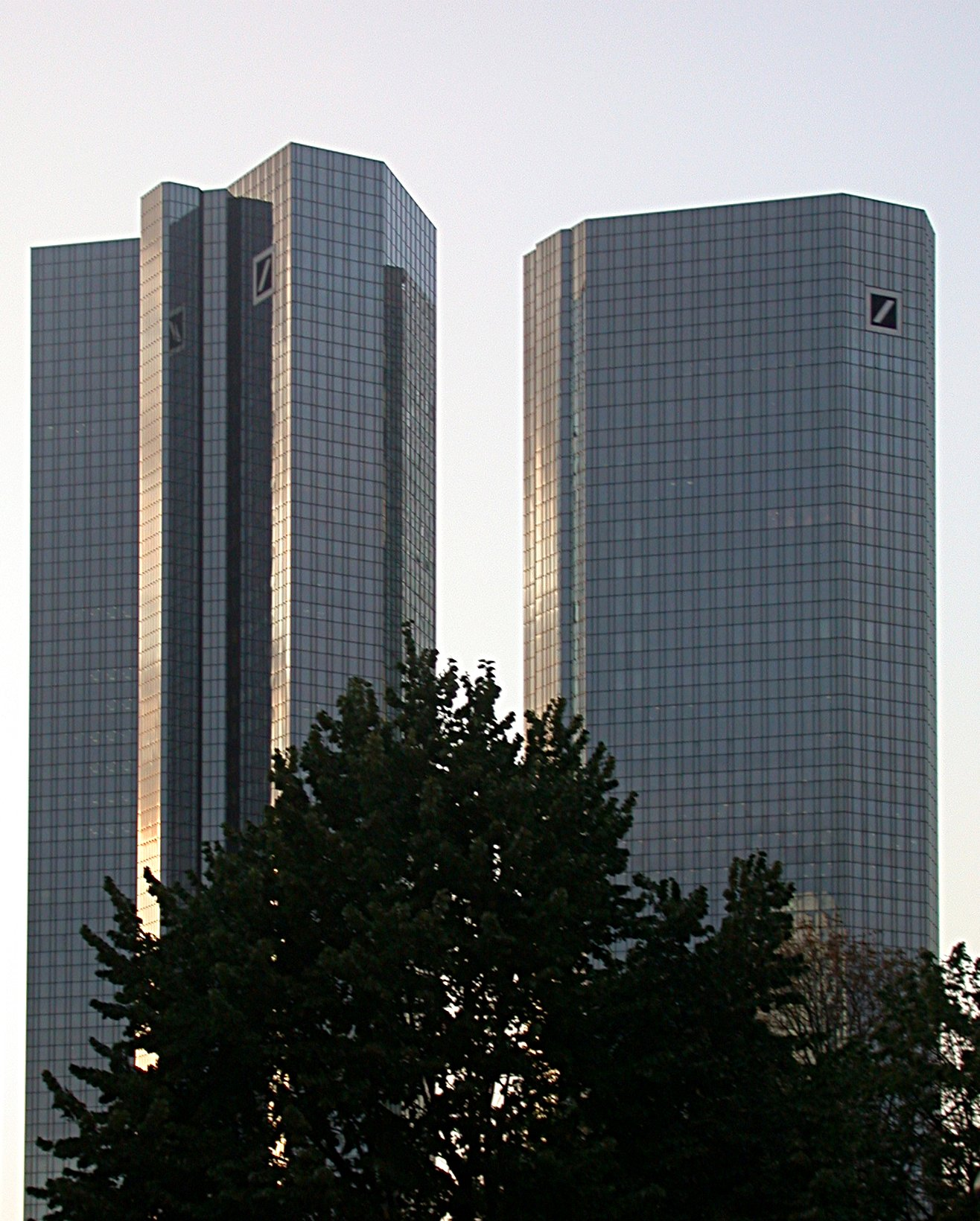
Deutsche-Bank-Zentrale

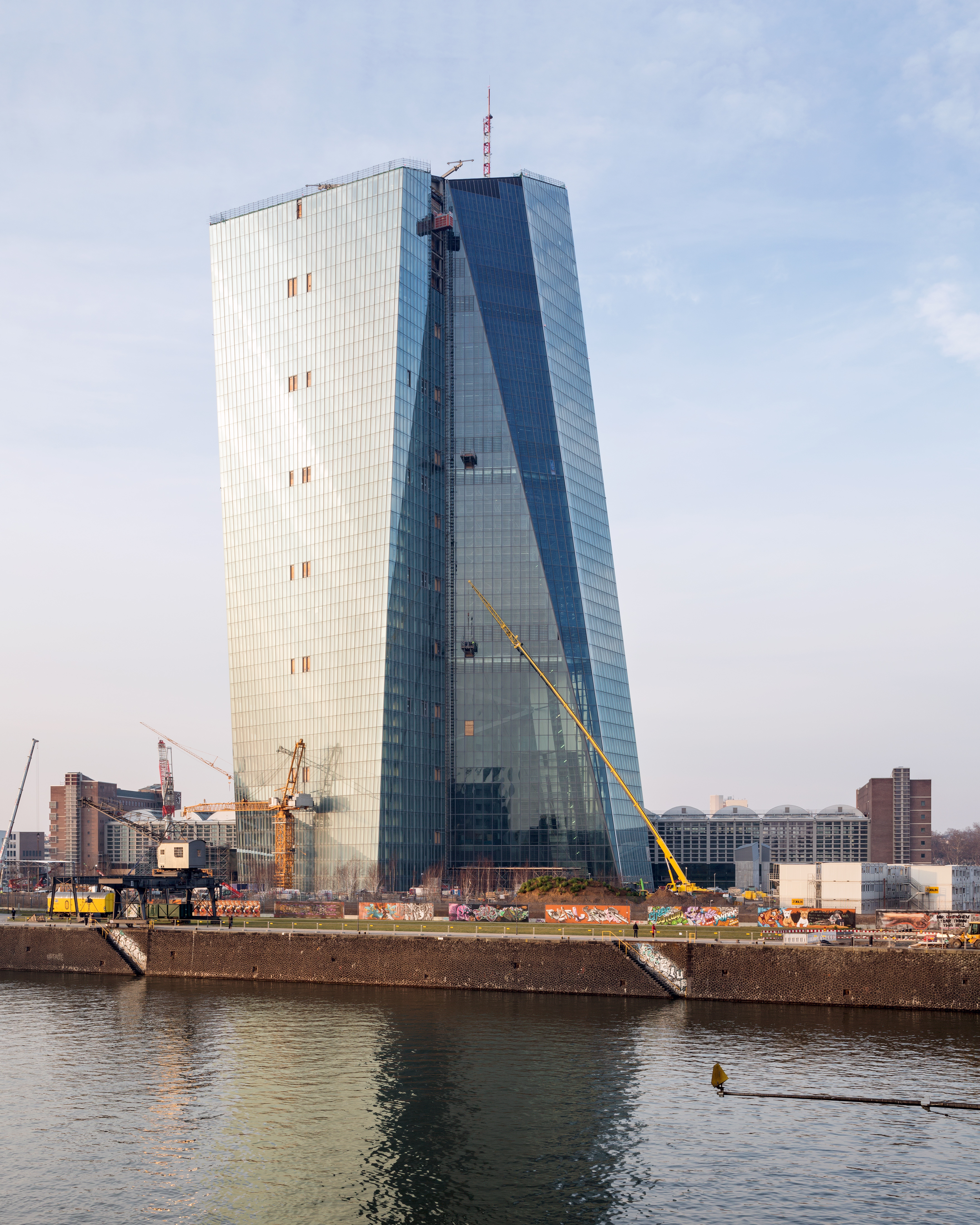
Neubau und Sitz der Europäischen Zentralbank (Januar 2014)

Bereits seit dem Mittelalter gehört Frankfurt am Main zu den urbanen Zentren Deutschlands. Der Aufstieg der Stadt von der königlichen Pfalz zur Handels- und Messestadt lag vor allem an ihrer geographischen Lage an der Kreuzung wichtiger Handelswege am Main und in der Nähe des Rheins sowie an ihrer politischen Bedeutung. Frankfurt wurde ab Mitte des 12. Jahrhunderts zur bevorzugten Wahlstadt der deutschen Könige, was 1356 durch die Goldene Bulle festgeschrieben wurde. Seit 1562 fanden in Frankfurt auch die Kaiserkrönungen statt. Dies begünstigte den Handel und brachte der Stadt wichtige Privilegien ein, darunter ab 1330 das Recht Münzen zu prägen. Die im 11. Jahrhundert erstmals urkundlich erwähnte Frankfurter Messe etablierte sich als Knotenpunkt der Fernhandelsbeziehungen zu allen bedeutenden Handelszentren Europas.
Durch den geschäftigten Handel kursierten in Frankfurt viele unterschiedliche Währungen und da es keine festgelegten Wechselkurse gab, kam es häufig zu Betrug und Wucher. Im Jahr 1585 einigten sich die Frankfurter Messekaufleute erstmals auf Wechselkurse für die unterschiedlichen Währungen sowie auf Regeln für deren Handel: Die Frankfurter Börse war gegründet. Mit der Ausweitung der Handelsgeschäfte ging die Entwicklung von Geld- und Kreditgeschäften einher. Vermögende Kaufleute und Bankiers aus den Spanischen Niederlanden (z. B. die Familien de Bary und de Neufville) fanden nach der Flucht vor der spanischen Gegenreformation in Frankfurt eine neue Heimat. Ab Mitte des 18. Jahrhunderts florierte das Geschäft mit Staatsanleihen in Frankfurt. Die führenden Frankfurter Bankiers (Bankhaus Bethmann, Bankhaus Metzler, M. A. Rothschild & Söhne) emittierten große Anleihen für Österreich, Preußen und weitere deutsche und europäische Staaten. In den 1830er Jahren kam der Handel mit Anleihen zur Finanzierung des Eisenbahnbaus hinzu. 1854 wurde die Frankfurter Bank als Privatnotenbank der Freien Stadt Frankfurt gegründet.
Mit der Annexion Frankfurts durch Preußen 1866 verlor der Finanzplatz seine Bedeutung für den Anleihehandel. Nach Gründung des Deutschen Reichs 1871 etablierte sich die Hauptstadt Berlin als wichtigster Markt für Aktien. Ende des 19. Jahrhunderts waren die Berliner Aktienbanken den Frankfurter Privatbanken an Kapitalkraft weit überlegen und die Berliner Börse war zur neuen Leitbörse Deutschlands geworden. Einst bedeutende Privatbanken wie B.H. Goldschmidt, Erlanger & Söhne und M. A. Rothschild & Söhne gaben ihr Geschäft auf oder verlegten den Sitz nach Berlin.
Während der Weltwirtschaftskrise ab 1929 mussten zahlreiche Frankfurter Banken liquidiert werden. In der Zeit des Nationalsozialismus ab 1933 wurden Privatbankhäuser, die jüdischen Ursprungs waren, „arisiert“ oder liquidiert, darunter J. Dreyfus & Co., Lazard Speyer-Ellissen und Jacob S.H. Stern. Im Zweiten Weltkrieg wurde die Stadt ab 1943 durch zahlreiche Luftangriffe schwer getroffen. Mit Kriegsende begann Frankfurts Wiederaufstieg zum führenden deutschen Finanzzentrum, da die in vier Sektoren aufgeteilte Hauptstadt Berlin als Konkurrenz ausgefallen war. Nach der Gründung der Bizone 1947 nahm der Wirtschaftsrat des Vereinigten Wirtschaftsgebietes seinen Sitz in Frankfurt. 1948 gründeten die alliierten Besatzungsmächte hier die Bank deutscher Länder. Sie übernahm die Funktion der früheren Berliner Reichsbank als Zentralbank für die 1949 gegründete Bundesrepublik Deutschland und wurde 1957 durch die ebenfalls in Frankfurt ansässige Deutsche Bundesbank abgelöst. Die Nähe zur Notenbank veranlasste weitere Banken ihre Zentralen in Frankfurt anzusiedeln: 1957 wurde die Deutsche Bank, nachdem diese nach Kriegsende zunächst in zehn Regionalbanken zerschlagen und dann in drei Nachfolgeinstitute (mit Standorten in Hamburg, München und Düsseldorf) zusammengefasst war, neu gegründet und nach Frankfurt verlegt. Im gleichen Jahr wurde auch die Dresdner Bank durch Fusion von Nachfolgeinstituten neu gegründet und in Frankfurt angesiedelt. 1958 entstand die Commerzbank neu, der juristische Sitz wurde allerdings nach Düsseldorf verlegt. Mit der Fertigstellung des alten Hochhauses im Jahr 1973 zentralisierte die dritte deutsche Großbank ihre Hauptverwaltung in Frankfurt. Erst 1991 verlagerte sie auch ihren juristischen Sitz nach Frankfurt.
Das deutsche Wirtschaftswunder in den 1950er- und 1960er-Jahren und die rasant wachsenden außenwirtschaftlichen Verflechtungen der Bundesrepublik beschleunigten den Wiederaufstieg Frankfurts als Wirtschaftszentrum enorm. Die steigende Internationalität des Finanzplatzes ließ sich auch an der Anzahl der vertretenen Auslandsbanken ablesen: 1967 waren diese erstmals zahlreicher in Frankfurt vertreten als in allen anderen deutschen Städten. Die Frankfurter Wertpapierbörse erhielt 1956 die Erlaubnis zum Handel ausländischer Börsenpapiere und konnte damit wieder ihre Spitzenposition in Deutschland einnehmen. In den 1970er-Jahren erlebte die Börse eine Hochphase, als der Markt für DM-Auslandsanleihen stark expandierte und die Nachfrage nach deutschen Wertpapieren anstieg. Anfang der 1990er-Jahre wurde die Wettbewerbsfähigkeit der deutschen Finanzmärkte durch mehrere Finanzmarktförderungsgesetze gestärkt, was insbesondere dem Finanzplatz Frankfurt zugutekam.
1998 wurde die Europäische Zentralbank (EZB) als gemeinsame Zentralbank der Mitgliedstaaten der Europäischen Wirtschafts- und Währungsunion in Frankfurt gegründet. 2004 folgte der Ausschuss der Europäischen Aufsichtsbehörden für das Versicherungswesen und die betriebliche Altersversorgung (CEIOPS).
Die Bedeutung Frankfurts als Finanzzentrum steigt insbesondere seit Beginn der Staatsschuldenkrise im Euroraum im Jahr 2009 und der damit einhergehenden engeren finanzpolitischen Zusammenarbeit in der Eurozone. 2011 wurde CEIOPS zu einer Aufsichtsbehörde (Europäische Aufsichtsbehörde für das Versicherungswesen und die betriebliche Altersversorgung, EIOPA) aufgewertet sowie der Europäische Ausschuss für Systemrisiken zur Früherkennung, Prävention und Bekämpfung von systemischen Risiken innerhalb des Finanzmarktes der EU gegründet. Weiterhin wird ab Herbst 2014 die Kontrolle von systemrelevanten Großbanken in der Eurozone nicht mehr von den nationalen Aufsichtsbehörden, sondern direkt von der EZB übernommen werden. Dieser einheitlicher Bankenaufsichtsmechanismus ist der erste Schritt der EU zum Aufbau einer europäischen Bankenunion.
Im März 2014 unterzeichneten Vertreter der Deutschen Bundesbank und der People’s Bank of China eine Absichtserklärung zur Gründung einer Clearingbank in Frankfurt, über die der Zahlungsverkehr in der chinesischen Währung Renminbi abgewickelt werden soll. Der Renminbi ist nicht frei handelbar, der Großteil des weltweiten Handels wird bislang über den Finanzplatz Hongkong abgewickelt. Die Finanzmetropole London wird der erste europäische Handelsplatz für die chinesische Währung Renminbi.
Seit dem Referendum zum EU-Austritt des Vereinigten Königreichs im Juni 2016 mehrten sich Anzeichen, dass diverse Finanzinstitute von London in andere europäische Länder abwandern wollen. Durch die neue Brexit-Übergangsfrist haben Banken mehr Zeit für den Umzug nach Frankfurt. Die grundsätzlichen Umzugspläne bleiben aber bestehen. Jedoch zeigten sich anfängliche Erwartungen von bis zu 10.000 neuen Arbeitsplätzen in Finanzinstitutionen als zu optimistisch; vier Jahre nach dem Referendum im Juni 2020 sind so 31 neue Banken und 1.500 Arbeitsplätze nach Frankfurt umgezogen. Wenn der Brexit vollzogen wird, werden laut Geschäftsführer von Frankfurt Main Finance, Hubertus Väth noch einmal gut 2.000 neue Jobs im Bankensektor entstehen.

## Infrastruktur
Bedeutend für die Etablierung als Finanzplatz ist insbesondere die herausragende Infrastruktur der Stadt. So ist der der Frankfurter Flughafen der wichtigste Flughafen Deutschlands, der Frankfurt HBF der wichtigste Fernbahnhof der Deutschen Bahn und der Internetknotenpunkt DE-CIX der bedeutendste Internetknotenpunkt der Welt. In direkter Folge ist Frankfurt zugleich zweitgrößter Standort für Rechenzentren in Europa und größter in Deutschland.

## Institutionen

### Staatliche- und Europäische Institutionen

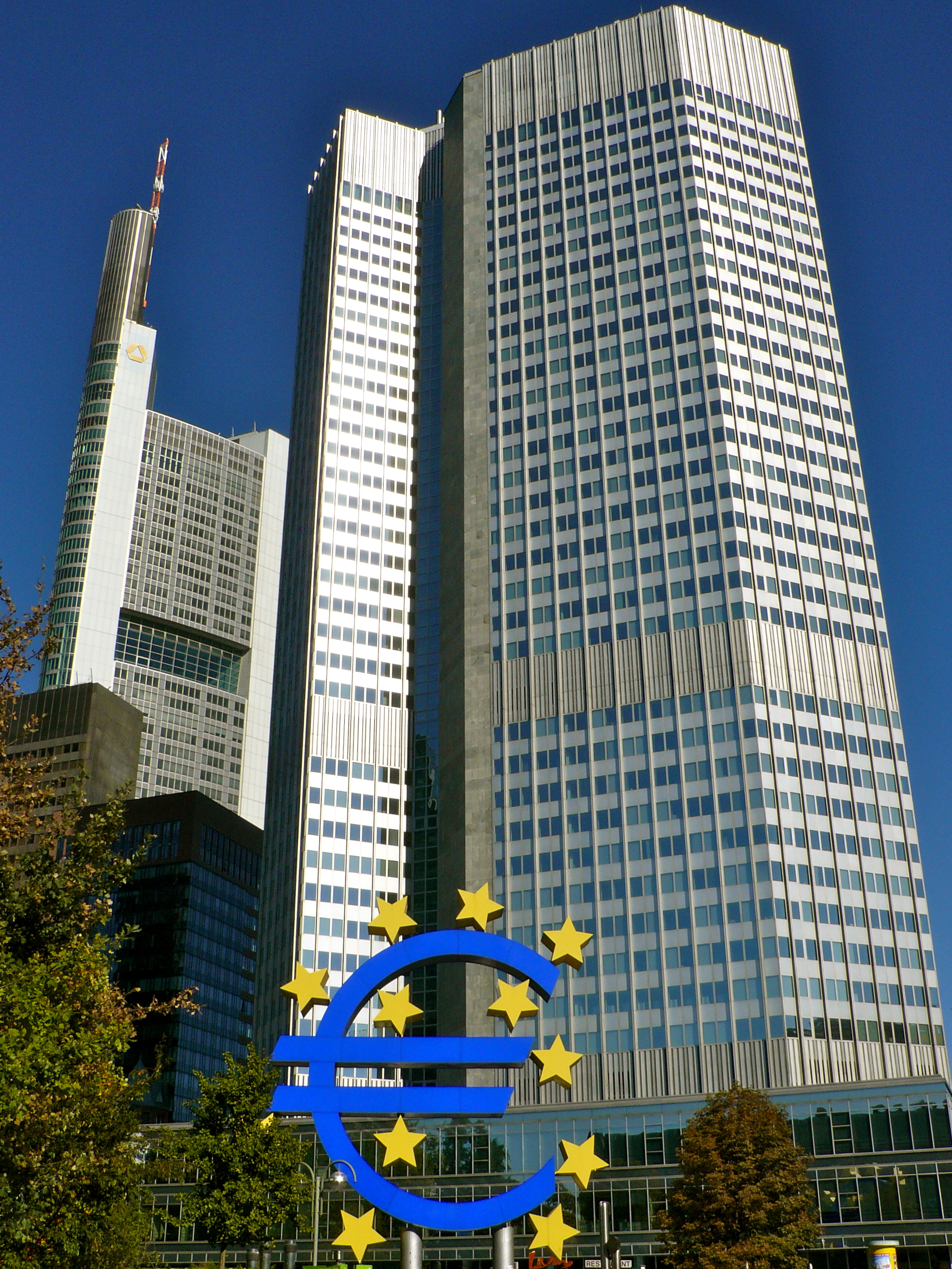
Commerzbank Tower und Eurotower (Sitz der EZB-Bankenaufsicht)

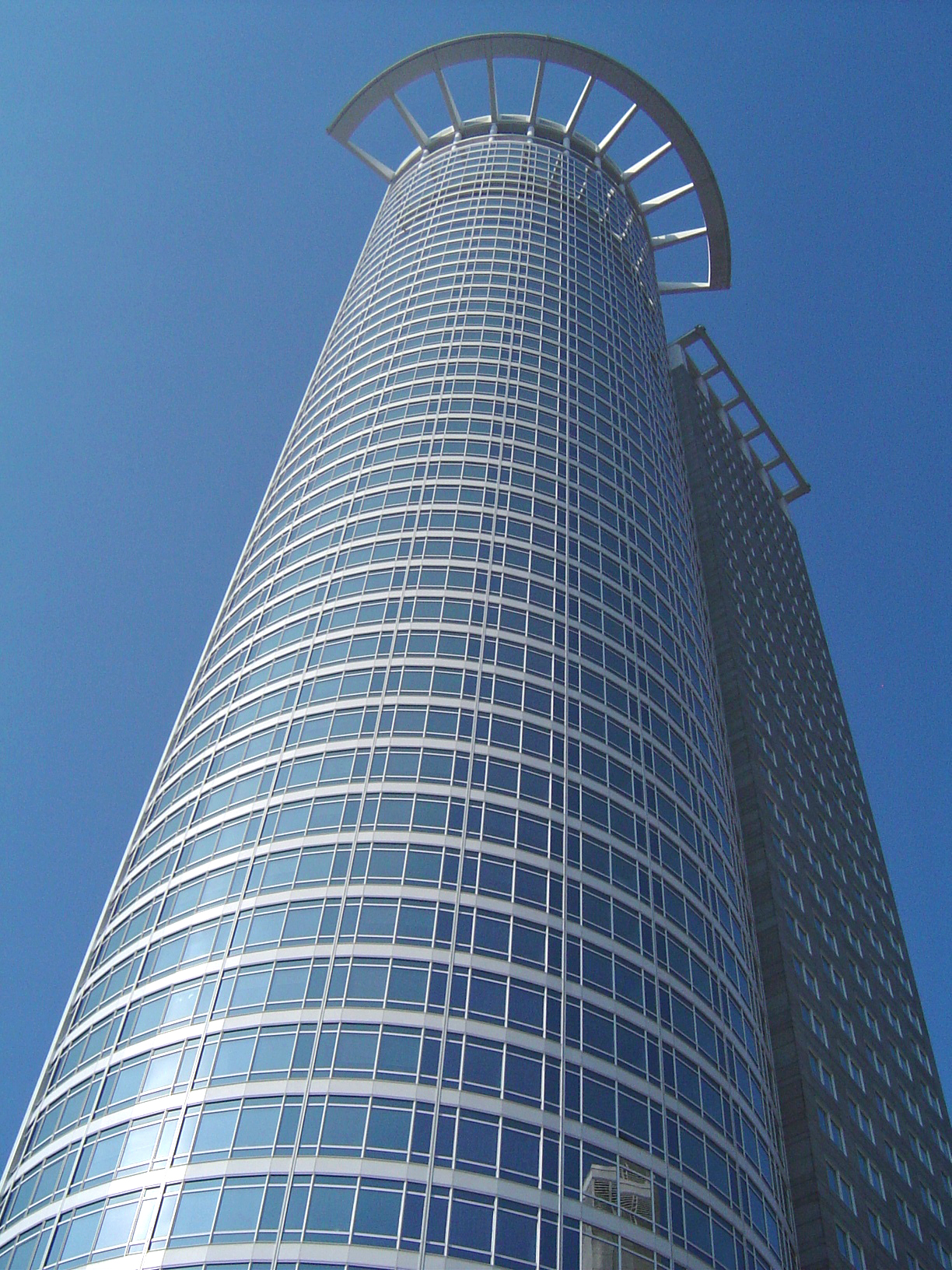
Westendstraße 1: Sitz der DZ Bank

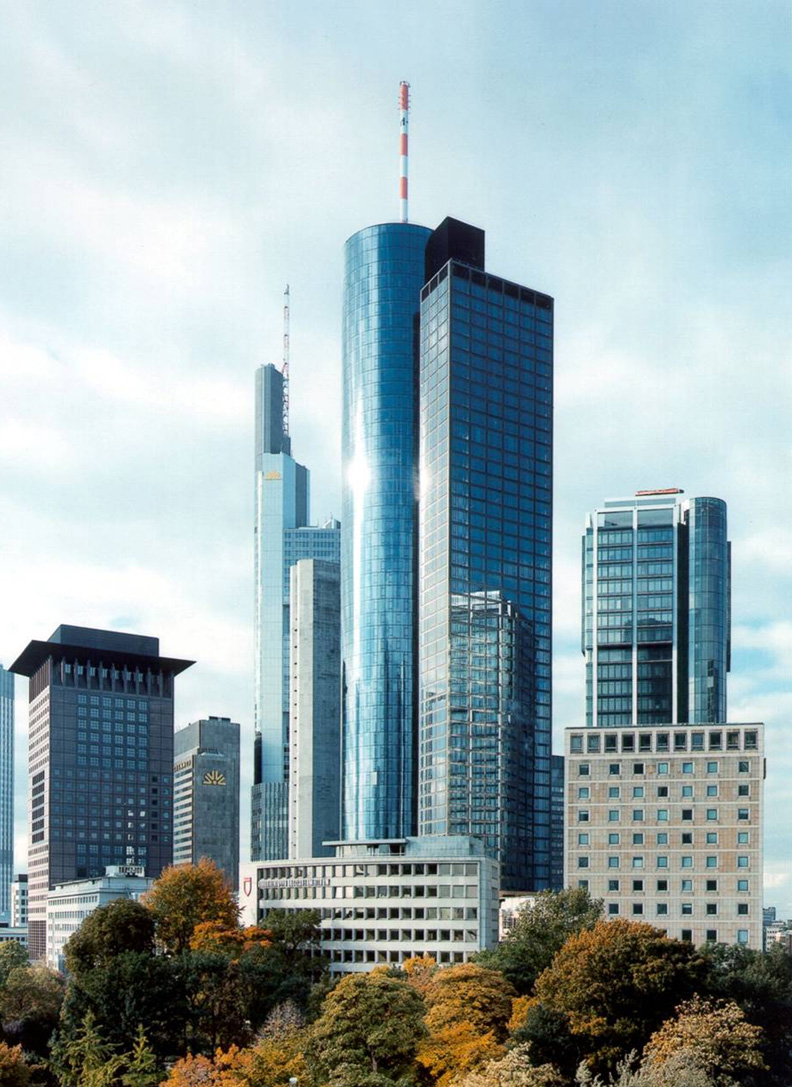
Main Tower: Sitz der Landesbank Hessen-Thüringen (Helaba) und von Standard & Poor’s

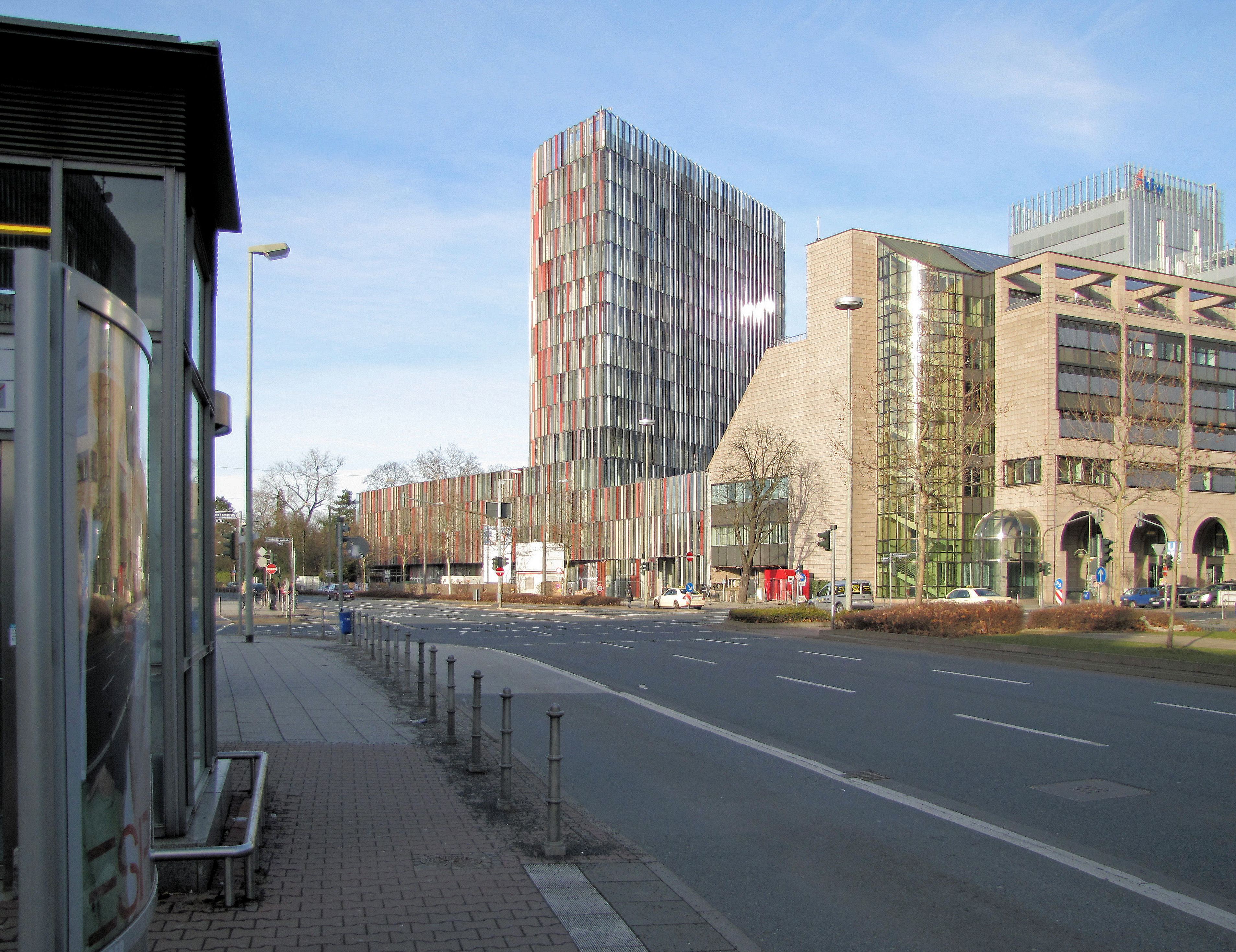
KfW Bankengruppe

#### Zentralbanken
Seit 1957 hat die Deutsche Bundesbank als Zentralbank der Bundesrepublik Deutschland ihren Hauptsitz in Frankfurt. Mit der Gründung des Europäischen Systems der Zentralbanken und der Europäischen Zentralbank (EZB) wurde die bisher nationale Verantwortung für die Geldpolitik der Mitgliedstaaten der europäischen Währungsunion auf die Gemeinschaftsebene übertragen. Die EZB, verantwortlich für die Geldpolitik der 19 Euro-Länder, hat ihren Sitz seit 1998 ebenfalls in Frankfurt. Seitdem trägt die Stadt den Zusatz City of the Euro.

#### Nationale und Europäische Banken- und Finanzaufsicht
Seit 1. Mai 2002 ist die Bundesanstalt für Finanzdienstleistungsaufsicht (BaFin) mit Sitz in Frankfurt und Bonn zuständig für die Beaufsichtigung und Kontrolle aller Bereiche des Finanzwesens in Deutschland. Am Standort Frankfurt beschäftigt die BaFin 670 Mitarbeiter (Stand: 31. Dezember 2016), vor allem im Bereich Wertpapieraufsicht. Gemeinsam mit der Bundesbank bilden beide Häuser zusammen die nationale Banken- und Finanzaufsicht.
Seit der Gründung des SSM ist Frankfurt über die EZB zugleich Sitz der Aufsicht für die größten Banken in Europa (sog. Significant Institutes).

#### Europäische Versicherungsaufsicht (EIOPA)
2003 wurde durch die Europäische Union ein Ausschuss für das europäische Versicherungswesen (CEIOPS) mit Sitz in Frankfurt gegründet, Ausschüsse für die Bankenaufsicht (CEBS) und für die Wertpapieraufsicht (CESR) wurden in London und Paris angesiedelt. 2011 wurden diese drei Ausschüsse zu Regulierungsbehörden aufgewertet, seitdem ist Frankfurt Sitz der Europäischen Aufsichtsbehörde für das Versicherungswesen und die betriebliche Altersversorgung (EIOPA).

#### Europäische Behörde für die Bekämpfung von Geldwäsche und Terrorismusfinanzierung (AMLA)
Am 22. Februar 2024 wurde vom Europäischen Parlament und dem Europäischen Rat entschieden, dass mit der Behörde für die Bekämpfung von Geldwäsche und Terrorismusfinanzierung (AMLA) eine weitere EU-Institution ihren Sitz in Frankfurt haben wird. Damit konnte sich Frankfurt gegen die Bewerber aus acht anderen EU-Staaten durchsetzen.

#### Europäischer Ausschuss für Systemrisiken (ESRB)
Der Europäische Ausschuss für Systemrisiken (ESRB) ist eine 2010 geschaffene Behörde der Europäischen Union für Früherkennung, Prävention und Bekämpfung von systemischen Risiken innerhalb des Finanzmarktes der EU.

#### International Sustainable Standards Board (ISSB)
Seit 2021 hat zudem der ISSB seinen Sitz in Frankfurt.

### Private Institute

#### Banken
In Frankfurt haben die vier größten deutschen Kreditinstitute ihren Sitz: Deutsche Bank, Commerzbank, KfW Bankengruppe und DZ Bank. Die Deutsche Bank und die Commerzbank sind als Universalbanken global tätig. Mit der DZ Bank ist das Zentralinstitut des genossenschaftlichen Finanzsektors ebenso vertreten wie die DekaBank als zentraler Asset Manager der Sparkassen-Finanzgruppe. Zu den öffentlich-rechtlichen Kreditinstituten zählen die KfW Bankengruppe, die Landesbank Hessen-Thüringen (Helaba), die Rentenbank und die Frankfurter Sparkasse. Die größte deutsche Direktbank, die ING-DiBa, ist ebenfalls vertreten. Weitere bekannte deutsche Banken sind das Bankhaus Metzler, Hauck & Aufhäuser, Bethmann Bank, Oddo BHF, Reisebank, Aareal Beteiligungen AG und die DVB Bank. Zum 30. Juni 2016 hatten 199 Banken einen Sitz in Frankfurt, darunter waren 40 inländische und 159 ausländische Banken. Dazu gibt es 33 ausländische Banken, die eine Repräsentanz in Frankfurt haben. Zu den bekanntesten Auslandsbanken zählen Credit Suisse, UBS, Bank of America, Morgan Stanley, Merrill Lynch, JPMorgan Chase, Bank of China, Société Générale, BNP Paribas und Barclays.
Durch die Übernahme von Sal. Oppenheim (Köln) und der Postbank (Bonn) durch die Deutsche Bank, sowie die Übernahme der vorher durch die Münchener Allianz SE geführten Dresdner Bank durch die Commerzbank ist der Finanzplatz Frankfurt in den letzten Jahren gestärkt worden. Die Finanzkrise ab 2007 hat Frankfurt weniger stark getroffen als etwa den Finanzplatz München, wo die BayernLB mit staatlicher Hilfe gestützt werden musste und die Hypo Real Estate verstaatlicht wurde. 2012 übernahm die Helaba das Verbundgeschäft der aufgelösten WestLB (Düsseldorf) für die Sparkassen in Nordrhein-Westfalen und Brandenburg.

#### Börse
Die von der Deutschen Börse AG betriebene Frankfurter Wertpapierbörse (FWB) ist die mit Abstand bedeutendste Börse in Deutschland. Etwa 98 % des Handels mit deutschen Aktien entfallen auf die FWB und Xetra, das elektronische Handelssystem der Deutschen Börse. Mit Aktien-Notierungen im Wert von 1,05 Billionen Euro (Stand: 31. Dezember 2010) ist die Deutsche Börse die drittgrößte europäische Börse nach der London Stock Exchange (2,6 Billionen Euro) und dem Europa-Ableger der amerikanisch-europäischen NYSE Euronext (2,14 Billionen Euro).

#### Wirtschaftsprüfungsgesellschaften
Von den vier größten Wirtschaftsprüfungsgesellschaften (Big Four) sind PricewaterhouseCoopers mit ihrer Deutschland-Zentrale und KPMG mit ihrer Europa-Zentrale in Frankfurt vertreten. Deloitte unterhält eine Niederlassung in Frankfurt, Ernst & Young hat sich unweit der Stadtgrenze im benachbarten Eschborn mit einer Niederlassung angesiedelt.

#### Fondsgesellschaften
Die DWS Investments ist die größte deutsche Fondsgesellschaft und zählt mit 288 Milliarden Euro verwaltetem Fondsvermögen zu den zehn größten Fondsanbietern weltweit. Weitere große Fondsanbieter sind Union Investment, Deka Investmentfonds und Allianz Global Investors.

#### Versicherungen
In Frankfurt am Main sitzen die Zurich Gruppe Deutschland, die DFV Deutsche Familienversicherung und die Pensionskasse Rundfunk.

#### FinTechs
Nach einer Studie der Comdirect lag die Stadt 2017 unter den Fintech-Standorten Deutschlands hinter Berlin und München gemeinsam mit Hamburg auf Platz 3. Ende 2017 gab es 84 Fintech-Startups in Frankfurt. Wegen der hohen Mieten und des Wettbewerbs um qualifizierte Nachwuchskräfte gelte Frankfurt als schwieriges Pflaster für Fintechs. Zu den in Frankfurt ansässigen Fintechs gehören beispielsweise Flatexdegiro oder der digitale Versicherungsmanager CLARK.

#### Ratingagenturen
Die drei weltweit führenden Ratingagenturen Standard & Poor’s, Moody’s und Fitch Ratings leiten ihr Deutschlandgeschäft von Frankfurt aus.

#### Anwaltskanzleien
Frankfurt hat mit 104 Einwohnern pro Anwalt die höchste Anwaltsdichte in Deutschland, gefolgt von Düsseldorf mit 127 und München mit 131 (Stand: 2019). Am Main sind nahezu alle der großen internationalen Anwaltskanzleien vertreten, beispielsweise Clifford Chance, Linklaters, Freshfields Bruckhaus Deringer, Baker & McKenzie, Skadden, Arps, Slate, Meagher & Flom, Latham & Watkins, Jones Day, Hogan Lovells, Shearman & Sterling, A&O Shearman, Weil, Gotshal & Manges sowie White & Case.

#### Unternehmensberatungen
Neben den Anwaltskanzleien hat der Finanzmarkt auch zu einer Verdichtung von weiteren Service-Dienstleistern geführt. Mittlerweile sind in Frankfurt zahlreiche internationale und nationale Unternehmensberatungen mit einer Niederlassung vertreten, allen voran die internationalen „Schwergewichte“ in der Strategieberatung McKinsey & Company, Boston Consulting Group, Bain & Company, Booz & Company und Roland Berger Strategy Consultants. Frankfurt ist hierbei häufig Sitz von finanzmarktnahen Industrie- und funktionalen Abteilungen mit nationalem oder europaweitem Verantwortungsbereich.

#### Frankfurt Main Finance
Im Jahr 2008 wurde die Finanzplatzinitiative Frankfurt Main Finance (FMF) gegründet und ihre Bedeutung nimmt stetig zu. Seit dem Brexit-Referendum und den daraus resultierenden Auswirkungen auf die Finanzwirtschaft ist FMF weiter gewachsen und hat heute mehr als 50 Mitglieder. Gegründet wurde FMF als Reaktion auf die Finanzkrise und auf Betreiben des damaligen hessischen Ministerpräsidenten Roland Koch und der früheren Oberbürgermeisterin Frankfurts, Petra Roth. Er setzt sich für die Stärkung des Finanzplatzes Frankfurt ein und vermarktet den Standort auf nationaler und internationaler Ebene. Mitglieder sind das Land Hessen, die Städte Frankfurt und Eschborn sowie Banken, Börsen, Broker, Beratungsunternehmen, Anwaltssozietäten und Anbieter von Transaktionsdienstleistungen. In diesem Netzwerk fördert Frankfurt Main Finance eine starke Kooperation von Politik, Gesellschaft, Wissenschaft und Wirtschaft.

## Aus- und Weiterbildung
Der Finanzplatz Frankfurt am Main bietet verschiedene Aus- und Weiterbildungsmöglichkeiten. Neben dem Bankkaufmann wird der Kaufmann für Versicherungen und Finanzen ausgebildet und 2003 startete der Ausbildungsberuf Investmentfondskaufmann in der Finanzmetropole Frankfurt am Main. Darüber hinaus wurden diverse Weiterbildungen geschaffen, um Qualifikationen zu vermitteln, die in der Finanzbranche gebraucht werden. Dazu zählen der Bankfachwirt, Fachberater für Finanzdienstleistungen, Fachwirt für Finanzberatung, Fachwirt für Versicherungen und Finanzen, Geprüfter Betriebswirt und der in Frankfurt am Main geschaffene Investment-Fachwirt.
Wichtiger Bestandteil in der Aus- und Weiterbildung sind auch die Hochschulen in Frankfurt oder im Einzugsgebiet Frankfurts. Hierzu zählen vor allem die Goethe-Universität, die mit der Einrichtung des House of Finance einen strategischen Fokus auf die Finanzwirtschaftsforschung gelegt hat, sowie die Frankfurt School of Finance & Management.

## Finanzplatz-Ranglisten

### International Financial Centres Development Index
Internationaler Finanzplatzentwicklungsindex, 2013:
| Rang | Stadt             | Land                |
| 1    | New York City     | Vereinigte Staaten  |
| 2    | London            | Großbritannien      |
| 3    | Hongkong          | Hongkong            |
| 4    | Tokio             | Japan               |
| 5    | Singapur          | Singapur            |
| 6    | Shanghai          | Volksrepublik China |
| 7    | Paris             | Frankreich          |
| 8    | Frankfurt am Main | Deutschland         |
| 9    | Chicago           | Vereinigte Staaten  |
| 10   | Sydney            | Australien          |

### Worldwide Centres of Commerce Index
Index der weltweiten Wirtschaftszentren, 2008:
| Rang | Stadt             | Land               |
| 1    | London            | Großbritannien     |
| 2    | New York City     | Vereinigte Staaten |
| 3    | Tokio             | Japan              |
| 4    | Singapur          | Singapur           |
| 5    | Chicago           | Vereinigte Staaten |
| 6    | Hongkong          | Hongkong           |
| 7    | Paris             | Frankreich         |
| 8    | Frankfurt am Main | Deutschland        |
| 9    | Seoul             | Südkorea           |
| 10   | Amsterdam         | Niederlande        |

### Global Financial Centres Index
Index der globalen Finanzzentren, GFCI 36, 2024:
| Rang | Stadt             | Land                |
| 1    | New York          | Vereinigte Staaten  |
| 2    | London            | Großbritannien      |
| 3    | Hongkong          | Hongkong            |
| 4    | Singapur          | Singapur            |
| 5    | San Francisco     | Vereinigte Staaten  |
| 6    | Chicago           | Vereinigte Staaten  |
| 7    | Los Angeles       | Vereinigte Staaten  |
| 8    | Shanghai          | Volksrepublik China |
| 9    | Shenzhen          | Volksrepublik China |
| 10   | Frankfurt am Main | Deutschland         |

## Weiteres
Am Finanzplatz Frankfurt entstand der mehrfach preisgekrönte Film Master of the Universe, in dem ein ehemaliger Investmentbanker seine persönliche Sicht auf die Banken im Allgemeinen sowie auf die Finanzkrise ab 2007 darlegt.